# Phloeonomus punctipennis
Phloeonomus punctipennis är en skalbaggsart som beskrevs av Thomson 1867. Phloeonomus punctipennis ingår i släktet Phloeonomus, och familjen kortvingar. Arten är reproducerande i Sverige.